# 6214 Mikhailgrinev
6214 Mikhailgrinev eller 1971 SN2 är en asteroid i huvudbältet som upptäcktes den 26 september 1971 av den ryska astronomen Tamara Smirnova vid Krims astrofysiska observatorium på Krim. Den har fått sitt namn efter Mikhail V. Grinev.
Asteroiden har en diameter på ungefär 6 kilometer och den tillhör asteroidgruppen Themis.